# Svava Jakobsdóttir
Svava Jakobsdóttir, född 4 oktober 1930 i Neskaupstaður, död 21 februari 2004, var en isländsk författare. Hon är troligen mest känd för sina noveller och romanen Leigjandinn, som blivit utgiven på svenska med titeln "Den inneboende" och som kan ses som en metafor över den nordamerikanska truppnärvaron på Island under och efter andra världskriget. Hennes böcker har också tolkats i ett feministiskt perspektiv. Mellan 1971 och 1979 var Jakobsdóttir ledamot i det isländska parlamentet Alltinget för det socialistiska Alþýðubandalagið, "Allmogeförbundet".

## Biografi
Jakobsdóttir föddes i Neskaupsstaður 1930, där hennes far var präst. I sin barndom bodde hon tillsammans med sin familj i Saskatchewan, Kanada, men 1940 flyttade de tillbaka till Island. Hon tog studentexamen 1949 och året efter 1950 publicerade hon sin första novell, Konan í kjallaranum, "Kvinnan i källaren", och med den vann hon förstapris i en novelltävling anordnad av magasinet Líf og list. Hon studerade en kort period vid Islands universitet innan hon for till USA och fortsatte med sina studier vid Smith College i Northampton, Massachusetts. Där tog hon en kandidatsexamen i engelsk och amerikansk litteratur 1952. Hon läste sedan fornisländsk litteratur vid Somerville College i Oxford, England, år 1952 till 1953. Den 11 juni 1955 gifte hon sig med Jón Hnefill Aðalsteinsson.
Jakobsdóttir arbetade vid Islands utrikesdepartement och vid landets ambassad i Stockholm 1955 till 1960. Sedan flyttade hon återigen tillbaka till Island och 1963 till 1964 undervisade hon vid en barn- och ungdomsskola i Eskifjörður på den östra delen av ön. År 1965 gav hon ut sin första bok, novellsamlingen 12 konur, "12 kvinnor". 1966 till 1969 arbetade hon som journalist, 1968 till 1971 satt hon i styrelsen för isländska författares fackförening, Rithöfundarfélag Íslands, och 1969 till 1970 arbetade hon vid den statliga radion RÚV.
Jakobsdóttir satt två valperioder i Alltinget för Alþýðubandalagið - 1971 valdes hon in för första gången och 1975 återvaldes hon.
Hon arbetade också med kulturutbyte mellan de nordiska länderna och satt i styrelsen för Nordens hus, Norræna húsið, i Reykjavik år 1979 till 1984.

### Noveller
- 12 konur, 1965.
- Veisla undir grjótvegg, 1967.
- Sögur, 1979.
- Gefið hvort öðru, 1982.
- Endurkoma, 1986.
- Smásögur, 1987.
- Undir eldfjalli, 1989.
- Sögur handa öllum, 2001.

### Romaner
- Leigjandinn, 1969.
- Gunnlaðar saga, 1987.

### Skådespel
- Hvað er í blýhólknum 1970
- Lokaæfing 1983

### Utgivet på svenska
- Den inneboende, 1971, (Leigjandinn, 1969), (översättning: Ingegerd Fries)
- Gunnlöds saga, 1990, (Gunnlaðar saga, 1987), (översättning: Inge Knutsson)